# Sergio Perdomi
Sergio Perdomi (Ostiglia, 1887 – Riva del Garda, 1935) è stato un fotografo italiano, figura significativa che ha lasciato un’impronta importante in ambito fotografico nei primi decenni del XX secolo in Trentino-Alto Adige, come primo fotografo ufficiale della Regia Soprintendenza di Trento.

## Biografia

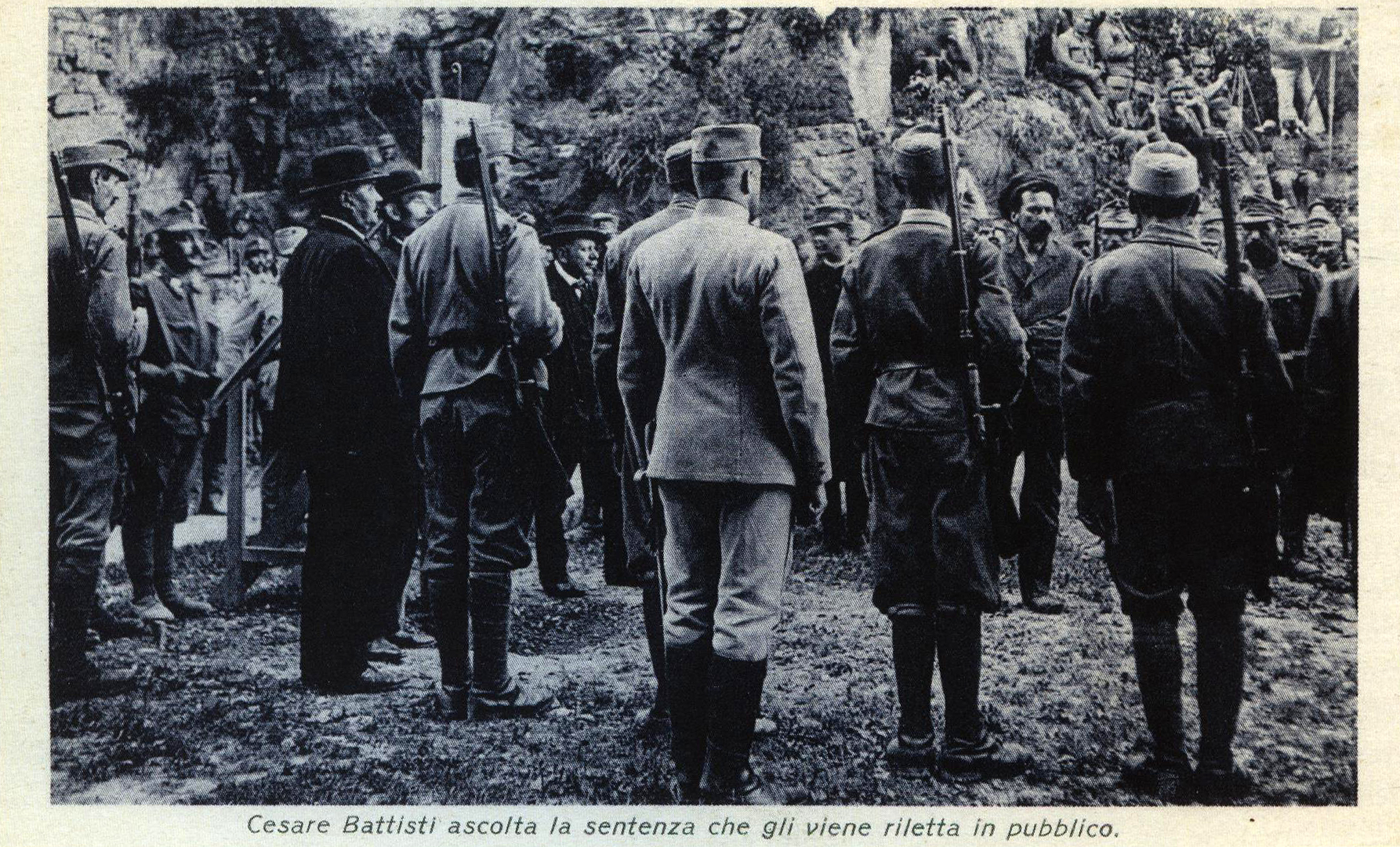
Cesare Battisti ascolta la sentenza che gli viene riletta in pubblico, fotografato da Perdomi

Perdomi, proveniente dal mantovano, arrivò a Trento dopo un apprendistato presso i Fratelli Alinari e l’arruolamento come fotografo nell’esercito italiano, intorno al 1921, insediandosi presso il Castello del Buonconsiglio, locali, che sfrutterà come laboratorio ed abitazione. In questo primo periodo, la Soprintendenza ai Monumenti e alle Gallerie di Trento e il Genio Civile costituirono i suoi clienti più importanti. Oltre ai lavori di restauro del Castello stesso e delle opere d'arte ivi contenute, le sue fotografie mostreranno le opere di bonifica, i lavori di ripristino delle strade ed altre opere pubbliche, tra cui va ricordata la documentazione del sistema idro-geologico del bacino dell'Adige dalle sorgenti alla chiusa di Rivoli. Fu anche un vero e proprio reporter degli avvenimenti regionali, essendo presente ad inaugurazioni, presentazioni ed avventurandosi nelle grotte durante spedizioni di ricerca, immagini la cui importanza perdura nel tempo.
Tra i suoi molti interessi, si occupò anche di editoria proponendo cartoline illustrate, album dei monumenti delle città della regione, ingrandimenti dei clienti, cartelloni pubblicitari delle aziende, lavori su richiesta per artisti. In particolare, le cartoline illustrarono paesaggi alpini, scorci pittoreschi, scene di genere, in cui utilizzò le tecniche del pittorialismo tanto in voga in quegli anni. Inoltre, fu presente e fotografò, pubblicandole sui giornali locali, le immagini relative all'arresto, al processo e all'esecuzione di Cesare Battisti.
Accanto all'attività commerciale e a quella su richiesta della Soprintendenza dedicò del tempo alle ricerche personali alle tecniche meno diffuse come ad esempio il bromolio, la resinotipia, la gomma bicromata con cui realizzò delle stampe che propose in mostre e concorsi, fra i quali all'esposizione di Torino del 1927. Nel 1926 aveva assunto uno dei fratelli Pedrotti, Silvio, che non resterà a lungo e tornerà a riunirsi agli altri tre fratelli per formare un'unica ditta fotografica, ma che gli servirà per appropfondire le proprie nozioni in materia da un professionista affermato come il fotografo mantovano. Con la morte di Perdomi nel 1935 subentrarono nello studio del Castello di Buonconsiglio Silvio, che lo condivise coi fratelli, fino al 1945, quando lo cedette al fotografo Rodolfo Rensi (1913-1975) di ritorno dalla prigionia in Germania.
Nel 2023 è stato dedicata, presso il Castello, una mostra e un ciclo di incontri sulla figura diel fotografo dal titolo Sergio Perdomi (1887-1935) / Sulle orme di Sergio Perdomi.